# Hailu Dogaga
Hailu Dogaga (* 1985) ist ein äthiopischer Marathonläufer.
2005 wurde er Vierter und 2006 Zweiter beim La-Rochelle-Marathon, und 2008 wurde er Zweiter beim Marathon des Alpes-Maritimes.
2009 gewann er den Sevilla-Marathon und den Reims-Marathon mit seiner persönlichen Bestzeit von 2:09:34 h.